# 巴布羅·蒙霍茲
巴布羅·蒙霍茲（Pablo Munhoz，1982年8月31日—），烏拉圭职业足球运动员，现效力於中国足球超级联赛球会武汉光谷队。
2007年6月，他獲哈伊杜克批准回復自由身，他返回烏拉圭加盟蒙特維多國民隊，8個月後，他加盟武汉光谷。